# Анатомічна кіраса

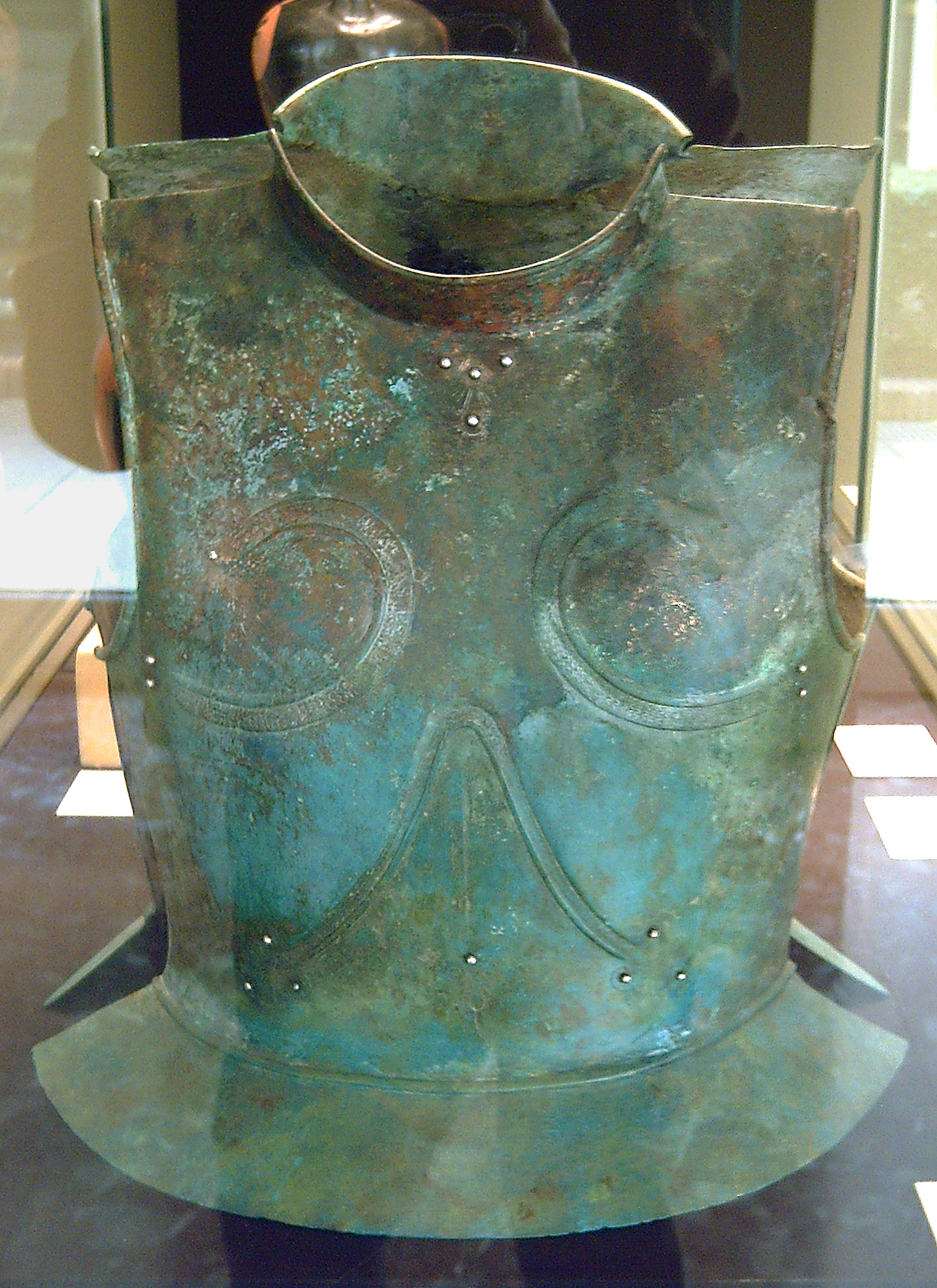
Архаїчна бронзова анатомічна кіраса, датована 620—580 р.р. до н. е. Рельєф ледь намічений, характерна «дзвіноподібна» форма. Національний археологічний музей Іспанії, Мадрид

Анатомі́чна кіра́са, му́скульна кіра́са (грец. γυαλοθώραξ, χαλκεοθώραξ, σιδηροθώραξ, лат. lorica musculata) — античний панцир з двох металевих (бронзових або залізних) пластин з вибитою на них мускулатурою чоловічого торса. Широко уживалися давньогрецьким важкими піхотинцями — гоплітами. Давньогрецька назва такого обладунку невідома, слово γυαλοθώραξ означає «двостулковий панцир», а χαλκεοθώραξ, σιδηροθώραξ — «вдягнутий у мідяну/залізну броню» відповідно (пор. ліноторакс).

## Історія
Найдавніші варіанти бронзових кірас належать VIII—VII ст. до н. е. і носять назву «дзвіноподібних» — за схожість форм з характерною формою дзвона. На них вже присутнє зображення м'язового рельєфу, проте, воно ще досить стилізоване і умовне. З V—IV ст. рельєф кіраси стає реалістичнішим, з глибокою проробкою деталей. Окрім чисто декоративного значення, він також грає роль ребер жорсткості, які посилюють захисні властивості панцира, без значного збільшення його ваги. Первісно такі обладунки носила піхота, з IV ст. їх прийняла на озброєння і кавалерія.
Анатомічна кіраса коштувала дуже дорого і тому могла використовуватися лише заможними воїнами. Поряд з анатомічною кірасою гопліти носили дешевші та легкіші ліноторакси — панцирі з лляного полотна, які мало поступалися у захисних властивостях металевим обладункам. Поява технологічніших та дешевших у виробництві обладунків: пластинчастих та лускатих панцирів, кольчуг приводить до зникнення анатомічної кіраси. Проте, тривалий час вона зберігається у воєначальників як елемент парадного обладунку.

## Опис

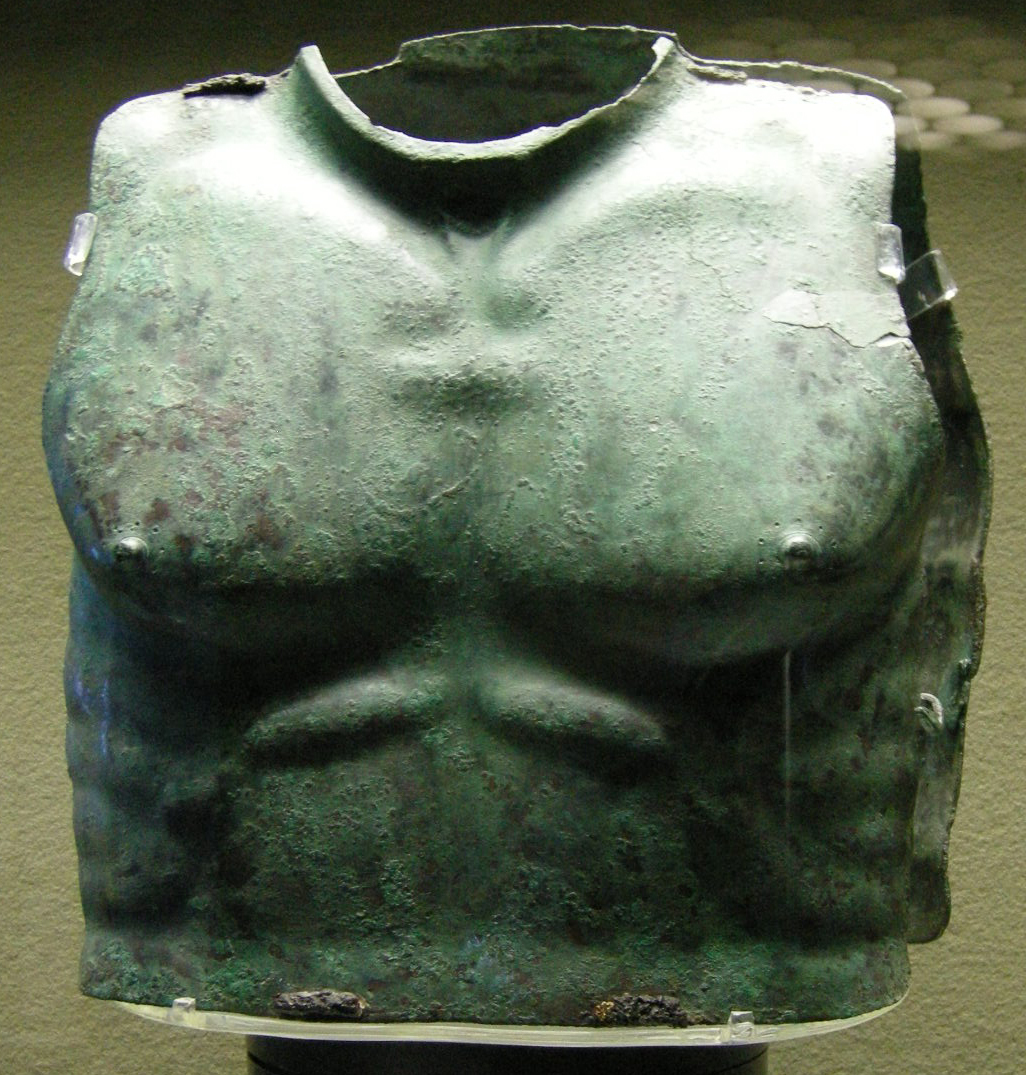
Анатомічна бронзова кіраса, датована 370—340 р.р. до н. е. Археологічний Музей Стародавньої Греції, Реджо-Калабрія, Італія

Панцири іноді робили куванням, але частіше відливали. Спочатку матеріалом для них слугувала бронза, потім — залізо. Як правило, грецький «м'язистий панцир» складався з двох пластин: нагрудної та наспинної. Окружність стегон, отвори для шиї і рук додатково захищалися шкіряними або металевими смугами — птеругами. Нижній край панцира був закруглений для захисту паха. Пластини скріплялися по боках шкіряними ременями або шнурами, пропущені через кільця-пряжки. Для точного припасовування пластин вони мали спеціальні шпильки, які входили у відповідні отвори. До панцира часто кріпили наплічники. Вага панцира становила близько 6 кг. Існували два типи анатомічної кіраси: вкорочений (до талії) і довгий (який закривав низ живота).

## У Стародавньому Римі

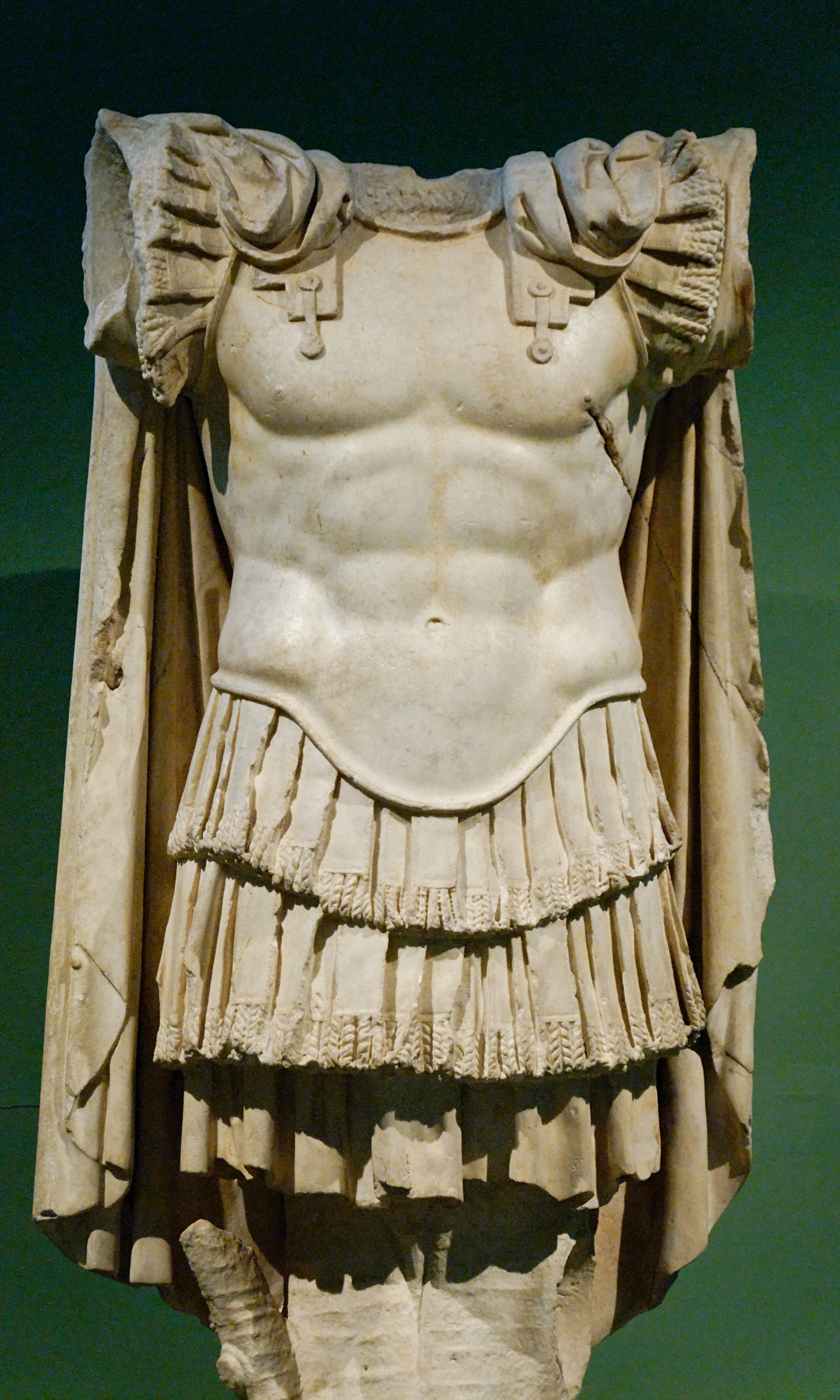
Давньоримська анатомічна кіраса, як spolia opima на статуї Августинського періоду. Капітолійські музеї, Рим

Анатомічні кіраси, які носили воїни Стародавнього Риму, відомі під назвою лорика мускулата — «м'язистий панцир». Витіснені кольчугами та пластинчастими обладунками, вони залишилися панцирями найвищого командного складу — трибунів, легатів, а за часів Імперії — й імператорів. Анатомічні кіраси були парадними обладунками імператорів та воєначальників у Візантійській імперії протягом всього її існування.

## Середньовічні анатомічні кіраси
Наприкінці Середньовіччя з'являється мода на Античність, відома як Доба Відродження — можливо, з цим пов'язане і повернення анатомічної кіраси. Зберігся «м'язистий панцир» конетабля французького короля Карла IX, датована 1562 роком. Подібні обладунки були дуже дорогими, як, втім, і всі повні лицарські обладунки. Малоймовірне, що вони мали якесь бойове значення, скоріше, вони являли собою, як і у Римській Імперії, лише частину парадного спорядження.
Окрім того, відомий надгробок деякого Бургарда фон Штейнберґа, датоване 1379 роком. На ньому зображений панцир з м'язовим рельєфом, подібний грецькій анатомічній кірасі.

## Цікавий факт
У багатьох російськомовних джерелах щодо давньогрецької анатомічної кіраси уживають слово «гиппоторакс». В оригінальному написанні мало бути ιπποθώραξ, проте, грецькі словники не знають подібного слова. Ймовірне, помилкова назва панцира виникла внаслідок скорочення словосполучення «гіппікос торакс» (ιππικός θώραξ) — «кавалерійський панцир», тобто різновид панцира-торакса, який носили вершники.